# Rodolf de Suàbia

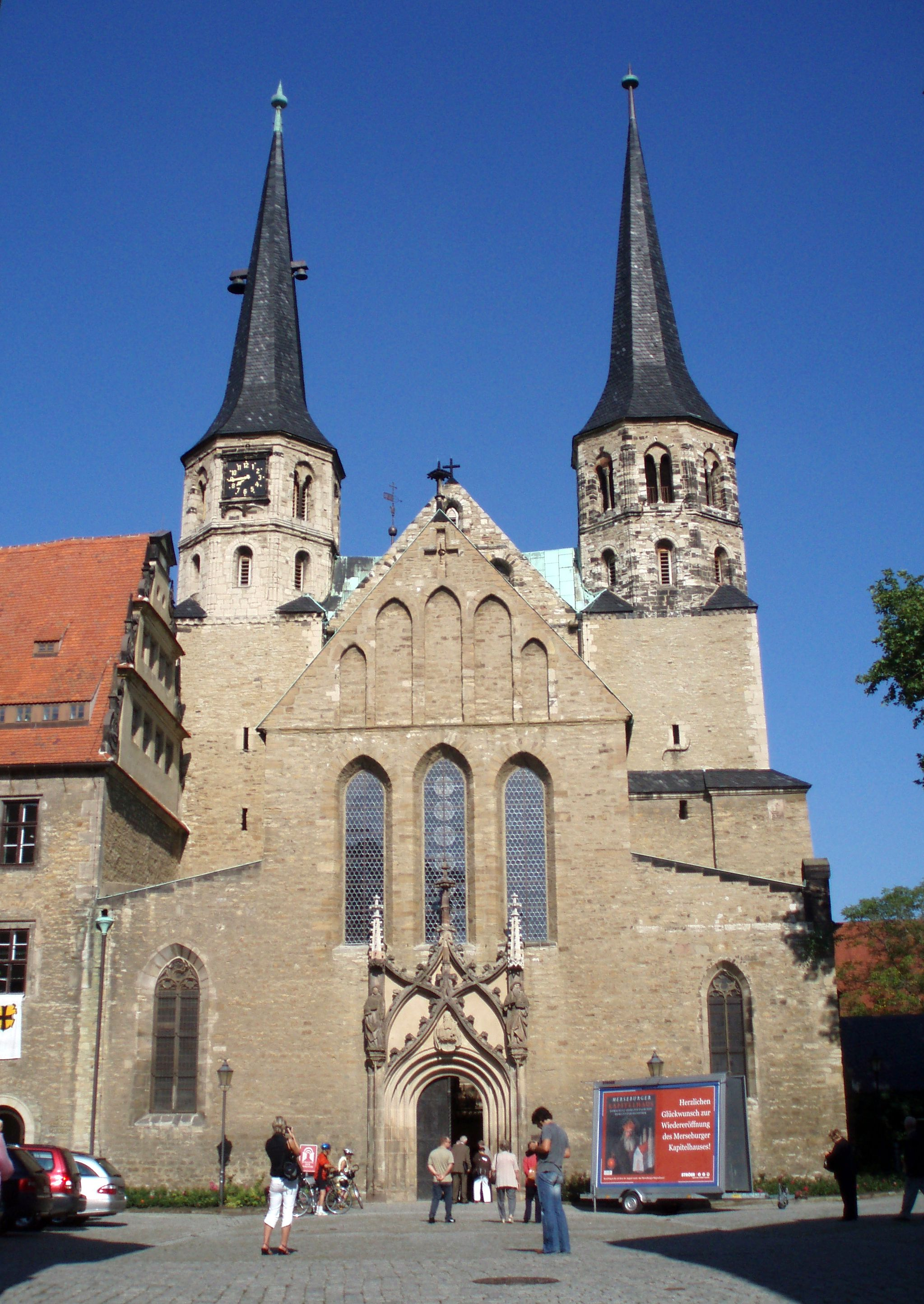
Catedral de Merseburg on està enterrat Rodolf de Suàbia

Rodolf de Suàbia o Rodolf de Rheinfelden (vers 1025 - Merseburg, el 16 d'octubre de 1080) va ser un pretendent al tron alemany, fill del comte Cunó o Kuno de Rheinfelden.
El 1057, aprofitant la minoria d'Enric IV, llavors rei de Germània, va segrestar a Matilde de Francònia, la germana del rei. Dos anys més tard, va demanar la mà d'ella, amb èxit, i va obtenir igualment el ducat de Suàbia i l'administració del regne de Provença (Borgonya) per influència de l'emperadriu Agnès. Matilde (nascuda el 1045) va morir el 1060 i Rodolf es va casar el 1067 amb Adelaida de Savoia (1052-1079), filla d'Odó I de Savoia.
Dues vegades cunyat d'Enric IV, el va ajudar en les seves campanyes militars a Turíngia i Saxònia, i va contribuir sobretot a la victòria de Langensalza. Tanmateix, de resultes de la lluita de les Investidures i de l'excomunió d'Enric IV, Rodolf va entrar en relació amb altres nobles per concebre un pla d'acció. El 1066 es va posar al front de la conjura dels prínceps contra el rei Enric IV. Especialment durant la revolta dels saxons (1073-75), es comportà d'una manera ambigua, però no tingué el valor per a una deserció pública. En la campanya d'Enric IV contra els saxons, batallà al front dels suabis de la batalla de Hohenburg.
Però després que el papa Gregori VII hagué excomunicat (1076) a Enric IV, alguns prínceps, entre ells Rodolf de Suàbia, convocaren l'assemblea de Tribur per deposar el rei i celebrar una nova elecció. La submissió d'Enric ocasionà l'ajornament de l'elecció fins a la primavera de 1077; a pesar d'haver-se aixecat l'excomunió d'Enric, no el va fer abandonar els seus plans i l'elecció tingué lloc el 15 de març a Forchheim, i va recaure sobre Rodolf de Suàbia, mitjançant la renúncia a la investidura dels bisbes, el reconeixement als prínceps dels drets d'elecció i a continuar estant sotmès al papa. El 26 de març fou coronat a Magúncia però des de llavors endavant la sort l'abandonà. Amb enemics en el seu propi ducat, només rebé suport dels saxons, que restaven al seu cantó per odi a Enric; també els llegats pontificis afavorien al rei-capellà, i la guerra civil continuava sense cap descans.
La població de Magúncia es va alçar, i es va haver d'escapar a Saxònia. Estant separada Saxònia del seu ducat de Suàbia per les terres del rei, va deixar el ducat de Suàbia al seu fill Bertold i va posar setge davant Würzburg, però sense èxit. Al mateix temps, la dieta d'Ulm li va retirar el ducat de Suàbia, que Enric IV va atorgar a Frederic de Hohenstaufen.
Rodolf de Suàbia va vèncer el 7 d'agost de 1078 a la indecisa batalla de Mellrischstadt. El 1079, Bertold II de Zähringen es va casar amb Agnès de Reinfelden, filla de Rodolf de Suàbia. Rodolf tractava de convèncer els saxons de combatre més enllà de les seves fronteres; el consideraven com un home del sud i no tenien confiança en ell. Altre problema important, el papa es va negar a reconèixer la seva causa. Per conservar el suport dels altres nobles, els va haver d'atorgar àmplies porcions del territori reial així com dels béns d'Església. Tanmateix, les coses van girar en el seu favor el 1080: va guanyar la victòria de Flarchheim o Flarvhheim el 27 de gener de 1080, i el 7 de març, el papa va excomunicar de nou a Enric IV i va reconèixer a Rodolf com a rei dels Romans.
Les seves tropes van enfrontar de nou les d'Enric IV el 15 d'octubre de 1080 a la batalla de Hohenmölsen, resultant victoriós, però va ser mortalment ferit i es va retirar a la ciutat propera de Merseburg, on va morir l'endemà, i hi va ser enterrat. La rebel·lió contra Enric IV es va extingir gairebé immediatament.